# Donald Kuspit
Donald Burton Kuspit (* 26. března 1935) je americký umělecký kritik a básník. Je nositelem doktorátu z filozofie na univerzitě ve Frankfurtu a z historie umění z Michiganské univerzity. Má čestné doktoráty ze Sanfranciského institutu umění a Newyorské akademie umění. Je dlouholetým přispěvatelem magazínu o umění Artforum. Je autorem, spoluautorem či přispěvatelem do řady uměleckých publikací, mimo jiné o Daleovi Chihulym, Louise Bourgeois a Marcellu Jorim.

## Dílo (výběr)
- Elmer Bischoff: Paintings from the Figurative Period, 1954–1970 (1990)
- Jori (1993)
- Daniel Brush Gold Without Boundaries (1998)
- Chihuly: 1968-1996 (1999)
- Forbidden Art (1999)
- Jacqueline Humphries (2001)
- Don Eddy: The Art of Paradox (2002)
- Hunt Slonem: An Art Rich and Strange (2002)
- The End of Art (2005)
- Tom Patti: Illuminating the Invisible (2005)
- Albert Paley: Sculpture (2006)
- Psychodrama: Modern Art as Group Therapy (2010)
- Louise Bourgeois: The Return of the Repressed – Psychoanalytic Writings (2012)
- Disillusion (2018)
- Into the Garden (2019)